# Дедоплис-Миндори
Дедоплис-Миндори (груз. დედოფლის მინდორი, в переводе «поле царицы») — археологический памятник в центральной части Грузии, в крае Шида-Картли, в месте слияния Восточной и Западной Проне, притоков Куры. На этом участке, содержащем несколько археологических слоёв, было найдено несколько ашельских и мустьерских каменных орудий, погребения от поздней бронзы до железного века, а также несколько селищ и захоронений от античной эпохи до Средневековья. Особую значимость имеет дохристианский религиозный комплекс, датируемыми II—I веком до н. э. и внесённый в список недвижимых культурных памятников национального значения Грузии. К равнине Дедоплис-Миндори примыкает группа курганов, известная как Арадетис-Оргора, где археологические находки датируются периодом от халколита до раннего Средневековья.

## Обзор
Дедоплис-Миндори — это пологая равнина в месте слияния Восточной и Западной Проне, притоков Куры, занимающая площадь около 25 км², расположенная примерно в 3 км к западу от села Арадети Карельского муниципалитета. На его южном краю, где река Пца впадает в Куру возле села Доглаури, находится группа из трёх курганов Арадетис-Оргора, самый большой из которых известен как Дедоплис-Гора («гора царицы»), он возвышается на 34 м над рекой. Несколько археологических экспедиций исследовали равнину и курганы в 1950-х и 1960-х годах, но систематическое археологическое исследование этой местности проводилось под руководством Юлона Гагошидзе с 1972 по 1982 годы. Раскопки выявили обширный комплекс религиозных сооружений в Дедоплис-Миндори и дворцовый комплекс на Дедоплис-Гора. На Арадетис-Оргора раскопки продолжаются в рамках грузинско-итальянского археологического проекта Шида-Картли, созданного в результате сотрудничества Грузинского национального музея и венецианского университета Ка-Фоскари в 2009 году.
В письменных источниках упоминаний святилища Дедоплис-Миндори не обнаружено. По мнению исследователя комплекса Юлона Гагошидзе, он мог служить одной из главных дохристианских святынь, вероятно, царской, древнего царства Картли, известного в античном мире как Иберия. Храмы датируются археологами II—I веком до нашей эры. В конце I века нашей эры комплекс был уничтожен пожаром. Эту датировку подтверждают объединенные археологические данные из дворцового комплекса на соседней Дедоплис-Гора: керамика, импортная бронзовая посуда из Римской империи и радиоуглеродный анализ хранилищ зерна. Наконечники стрел, обнаруженные на развалинах, указывают на то, что пожар был результатом военного конфликта.

## Описание
Средняя часть равнины Дедоплис-Миндори занята комплексом религиозных сооружений общей площадью 4 га (225×180 м). Комплекс состоит из восьми храмов, двух ворот, жилищ и других вспомогательных сооружений, построенных одновременно по хорошо продуманному равномерному прямоугольному плану. Здания, ориентированные по оси юг-север, окружают центральный квадратный двор размером 105×103 м. У них были кирпичные стены с цоколями из булыжников. Их крыши, за исключением главного храма, были покрыты терракотовой черепицей. Деревянные колонны храмов и ворот были увенчаны капителями из песчаника, украшенными искусной резьбой.
Главный храм расположен в южной части комплекса. С колонным залом в качестве центрального архитектурного элемента, его дизайн был вдохновлен архитектурной традицией Ахеменидов. Его большой открытый портик с колоннами и квадратная целла окружены с трёх сторон деамбулаторием. В северной части здания двухколонный портик с балконом. В целле площадью 300 м² размещался алтарь под куполом, поддерживаемый четырьмя колоннами; его кирпичное основание сохранилось. Стены храма были оштукатурены и украшены фресками. Малый храм аналогичного дизайна находится на северной окраине двора, с деамбулаторием и черепичной скатной крышей, что придаёт ему «эллинистический» вид. Рядом находятся еще шесть культовых сооружений более простой архитектуры, каждое из которых имеет открытый портик, соединенный с квадратной целлой с дверным проёмом. Религиозные здания окружены жилыми постройками того же времени, вероятно, предназначавшихся для служителей святилища. В 400 м к северо-западу находятся остатки поселения строителей и ремесленников, а также глиняная яма с множеством выброшенных и разбитых керамических изделий.